# Pastas Gallo
Pastas Gallo és una multinacional alimentària catalana amb seu a Andalusia fundada l'any 1946 especialitzada en la fabricació de pasta.
L'any 1946 José Espona va adquirir una fàbrica de farines a Rubí i va fundar l'empresa Pastas Gallo. Fins a aquella data el més habitual era treballar amb blat tou, però Espona va introduir per primer cop a Espanya el blat dur. Durant els anys 70 va començar a fabricar pasta composta i es va constituir com a Comercial Gallo. A partir de l'any 2000 va començar a fabricar nous productes, com la pasta fresca, les salses d'acompanyament, o la pasta sense gluten.
L'any 2017 l'empresa va traslladar la seva seu fora de Catalunya amb motiu de l'anomenat procés d'independència.
L'any 2019 l'empresa es va vendre a Proa Capital, una firma de d'inversió de capital de risc.